# Odlikovanja Helenske Republike
Odlikovanja Helenske Republike podjeljena su u četiri reda (Red Georga I. ukinut 1975. godine). Svaki red ima pet stupnjeva.

## Redovi
- Red spasitelja (grčki: Τάγμα του Σωτήρος) - najviše grčko odlikovanje (Red spasitelja s Velikim križem). Ustanovljen je 1829. godine
- Red Georga I. (grčki: Τάγμα του Γεωργίου Α΄) - ustanovljen 1915., ukinut 1975.
- Red časti (grčki: Τάγμα της Τιμής) - ustanovljen 1975. godine i zamijenio je ukinut Red Georga I.
- Red feniksa (grčki: Τάγμα του Φοίνικος) - ustanovljen 1926. godine
- Red dobrih djela (grčki: Τάγμα Ευποιΐας) - ustanovljen 1948. Dodjeljuje se ženama.

## Stupnjevi
Svaki red ima pet stupnjeva:
- Veliki križ (Μεγαλόσταυρος)
- Veliki zapovjednik (Ανώτερος Ταξιάρχης)
- Zapovjednik (Ταξιάρχης)
- Zlatni križ (Χρυσούς Σταυρός)
- Srebrni križ (Αργυρούς Σταυρός)

## Vanjske poveznice
- Grčka odlikovanja  Arhivirana inačica izvorne stranice od 24. lipnja 2007. (Wayback Machine)